# Baltasar Álvarez Restrepo
Baltasar Álvarez Restrepo (Sonsón, 29 de junio de 1901-Medellín, 26 de marzo de 1988) fue un prelado colombiano, obispo de Pereira desde 1952 hasta 1976.

## Biografía
Baltasar Álvarez Restrepo inició sus estudios en el Seminario de Manizales, terminándolos en París, donde fue ordenado sacerdote el 29 de junio de 1931 por el Cardenal Jean Verdier.
El día 18 de diciembre de 1952, el papa Pio XII, nombró como Primer Obispo de la Diócesis de Pereira a Monseñor Baltasar Álvarez Restrepo, hasta ese entonces Obispo titular de Amizone y Auxiliar del Obispo de Manizales, Monseñor Luis Concha Córdoba. 
Álvarez Restrepo participó como padre conciliar en las cuatro sesiones del Concilio Vaticano II y era uno de los miembros más reconocidos del episcopado colombiano.
El 30 de junio de 1976, en virtud de haber cumplido la edad límite para ejercer el obispado,  Monseñor Baltasar Álvarez Restrepo presentó su renuncia al papa Pablo VI, la cual fue inmediatamente aceptada. Entregó su cargo a Darío Castrillón Hoyos y trasladó su residencia a Medellín, donde falleció el 26 de marzo de 1988, el día de su muerte el papa Juan Pablo II nombró a Rigoberto Corredor Bermúdez obispo auxiliar de Pereira (En 2011 se convertiría en titular).